# アミスルプリド
アミスルプリド（Amisulpride）は、ソリアン（Solian）などの商品名で販売されている統合失調症の治療と手術後の吐き気や嘔吐(PONV)の予防と治療に用いられる医薬品である。投与法は経口または静脈注射である。日本では2024年現在、薬価未収載。

## 医療用途

### 統合失調症
アミスルピリドはクロザピンと同様に治療抵抗性統合失調症への効果が期待されている。

### 術後の吐き気と嘔吐（PONV）
アメリカではアミスルピリドは、成人の術後悪心・嘔吐（PONV）の予防と治療に適応がある。

## 副作用
一般的な副作用には、吐き気、乳房の痛み、性機能障害、低カリウム血症などがあげられる。その他の副作用には、QT延長、高血糖、脂質異常症などがあげられる。妊娠中の人への使用の安全性は不明であるが、他の動物への使用は胎児に害を及ぼす。アミスルプリドは非定型抗精神病薬であり、ドーパミンD2およびD3受容体を遮断することによって機能すると考えられている。

## 歴史
アミスルプリドは1992年から医薬品として使用されている。後発医薬品として入手できる。2021年の英国では、1錠400mgの60錠の価格は約42ポンドである。米国では、5mgのバイアル1本の価格は約45米ドルである。